# یواس‌اس چانسلارس‌وییل (سی‌جی-۶۲)
یواس‌اس چانسلارس‌وییل (سی‌جی-۶۲) (به انگلیسی: USS Chancellorsville (CG-62)) یک کشتی است که طول آن 567 feet (173 m) می‌باشد. این کشتی در سال ۱۹۸۸ ساخته شد.